# Nadzieja Abramawa
Nadzieja Abramawa-Teadarowicz (biał. Надзея Абрамава; ur. 30 marca 1907 pod Mińskiem, zm. 18 lutego 1979 w Monachium) – białoruska pisarka, publicystka, działaczka narodowa i religijna.
Ukończyła szkołę średnią, a następnie Instytut Pedagogiczny i Medyczny w Mińsku, po czym pracowała w klinice psychiatrycznej Białoruskiego Uniwersytetu Państwowego. Po ataku wojsk niemieckich na ZSRR 22 czerwca 1941 została zmobilizowana do Armii Czerwonej i skierowana do Głębokiego. Po zajęciu miasta przez Niemców podjęła współpracę z okupantami. Powróciła do okupowanego Mińska, do poprzedniej pracy w klinice psychiatrycznej, przekształconej w szpital chirurgiczny. Jesienią 1941 lub na pocz. 1942 wraz z Michałem Hańką założyła Związek Młodzieży Białoruskiej (ZMB), niepodległościową i antykomunistyczną organizację, która dopiero w 1943 została oficjalnie uznana przez władze niemieckie. Kierowała sekcją dziewczęcą i współuczestniczyła w wydawaniu organu prasowego ZMB „Żywie Biełaruś”. Pod koniec czerwca 1944 ewakuowała się wraz z kierownictwem ZMB do Niemiec, gdzie wydawała pismo „Wuczebny listok”. Po zakończeniu wojny zamieszkała w Niemczech Zachodnich. Zmieniła nazwisko na Teadarowicz. Ukrywała się przed sowieckimi agentami służb specjalnych w katolickim klasztorze. Następnie pracowała w Instytucie Badań nad Historią i Kulturą ZSRR w Monachium. Wydawała też w języku niemieckim czasopismo „Religia i ateizm w ZSRR”. Zaangażowała się w działalność religijną. Była autorką kilku książek i artykułów dotyczących sytuacji religii w ZSRR.